# George Patterson
George J. Patterson (26 novembre 1939 – 22 dicembre 2003) è stato un cestista statunitense, professionista nella ABL e nella NBA.

## Carriera
Venne selezionato dai Cincinnati Royals al dodicesimo giro del Draft NBA 1961 (100ª scelta assoluta).